# ピーチツリーコーナーズ
ピーチツリーコーナーズ（Peachtree Corners）は、アメリカ合衆国ジョージア州のグイネット郡にある都市。人口は4万2243人（2020年）。アトランタの北東35キロメートルに位置している。

## 概要
2012年に誕生した若い市である。それまでは国勢調査指定地域（CDP）だった。1970年から2000年にかけて建設された計画都市である。計画当初から法人化の動きがあったが、一部住民が反対運動を展開したため実現しなかった。2011年に住民投票を実施し、賛成多数で自治体設立が決定した。住宅地、商業地と企業団地で構成され、職住近接型の田園都市を実現している。市内に鉄道駅はないため、路線バス、車、自転車が移動手段となる。

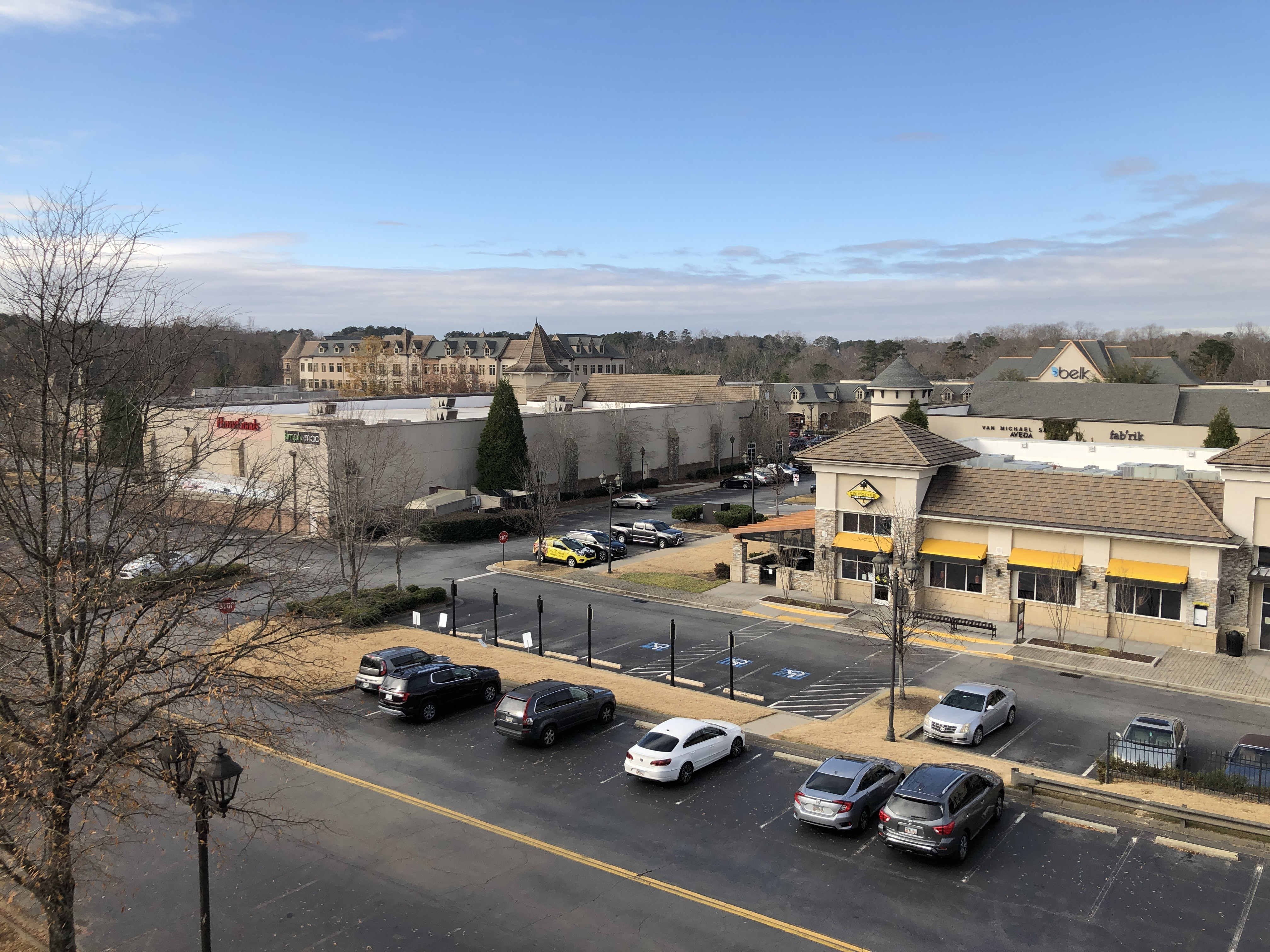
商業地区